# Andrés Hurtado de Mendoza

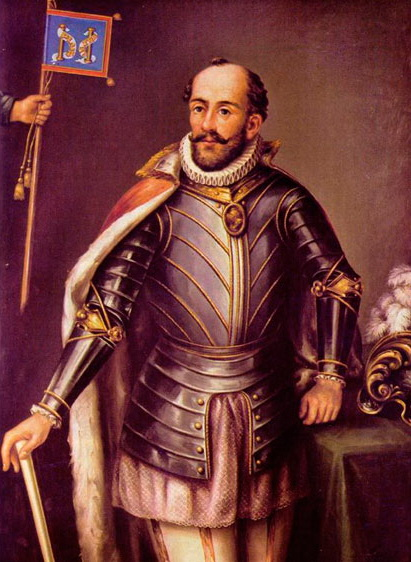
Andrés Hurtado de Mendoza

Andrés Hurtado de Mendoza y Cabrera 2. Marqués von Cañete (* um 1510 in Cuenca, Kastilien, Spanien; † 30. März 1561 (nach anderen Quellen: 14. September 1560) in Lima, Vizekönigreich Peru) war ein spanischer Offizier, der von 1556 bis 1561 als Vizekönig von Peru amtierte.

## Leben
Hurtado entstammt einer einflussreichen Adelsfamilie. Unter Karl V. machte er auf den europäischen Kriegsschauplätzen eine beachtliche Karriere. 1532 heiratete er Magdalena Manrique. Mit dem Tod seines Vaters Diego erbte Andrés 1542 den Titel des Marqués von Cañete.
Seine Zeit in Amerika begann in Panama, wo er sich an den Niederschlagungen von Aufständen beteiligte.
Während seiner Amtszeit als Vizekönig wurde der Bürgerkrieg beendet, den Hernández Girón begonnen hatte. 1556 ernannte er seinen Sohn García Hurtado de Mendoza zum Gouverneur in Chile.
Unter seiner Herrschaft wurde eine Vielzahl neuer Siedlungen gegründet, darunter Cuenca in Ecuador. Ferner gründete er in Lima soziale Einrichtungen wie das Konvent von San Juan de la Penitencia, in denen arme Mestizinnen unterrichtet wurden, und das San-Andrés-Hospital, in der er die Mumien von Viracocha Inca, Pachacútec Yupanqui und Huayna Cápac unterbringen ließ.
Er befahl außerdem die Expedition unter Pedro de Ursúa, die sich ab 1559 auf die Suche nach dem legendären Goldland El Dorado machen sollte.
Als seine größte diplomatische Errungenschaft zählt sein Treffen mit dem Inka Sayri Túpac am 5. Januar 1560, den er mit allen Ehren empfing. Als Gegenzüge für die Aufgabe des Titels Sapa Inka und einer christlichen Taufe erhielt Sayri Túpac den Titel Prinz von Yucay und die Legitimierung seiner Ehe mit seiner Schwester Cusi Huarcay. 
Hurtado regierte mit harter Hand und widersetzte sich oft seinen Mitregenten. Sein drakonischer Umgang mit aufständischen Indigenen sowie mit Oppositionellen dürfte König Philipp II. als Anlass gedient haben, ihn durch den vermeintlich konzilianteren Diego López de Zúñiga zu ersetzen. Hurtado starb, kurz nachdem er die Nachricht seiner Abberufung erhalten hatte.